# حقوق المساجين في نيوزيلندا
يحصل السجناء في نيوزيلندا على عدد من حقوق الإنسان، ولكن ليس جميعها. سلّطت الانتقادات الصادرة عن تقرير لللأمم المتحدة في عام 2014 الضوء على عدد من القضايا التي تتضمن سوء معاملة السجناء، مثل سجناء الحبس الاحتياطي المحتجزين روتينياً لمدة 19 ساعة يوميًا، ووجود نظام سجن متزايد في الصرامة، وخلط السجناء الشباب مع الكبار سنًا.
لدى نيوزيلندا عدد من الالتزامات الدولية، لكونها طرفًا في عدد من الاتفاقيات والمعاهدات الدولية مثل اتفاقية الأمم المتحدة لمناهضة التعذيب والمعاملة أو العقوبة اللاإنسانية أو المهينة، والعهد الدولي الخاص بالحقوق المدنية والسياسية. على سبيل المثال، تنص المادة 10 من هذا الأخير على معاملة جميع الأشخاص المحرومين من حريتهم معاملة إنسانية واحترام الكرامة المتأصلة في الشخص الإنساني. تتجسد العديد من حقوق الإنسان أيضًا في تشريعات محلية مختلفة، بما في ذلك قانون الحقوق النيوزيلندي لعام 1990، وقانون حقوق الإنسان لعام 1993. مثلًا، تؤكد المادة رقم 9 من قانون الحقوق النيوزيلندي أن لكل شخص الحق في عدم التعرض للتعذيب أو للمعاملة أو العقوبة القاسية أو المهينة أو غير متناسبة الشدة مع جريمته.

## التركيبة السكانية لسجون نيوزيلندا
في عام 2017، تجاوز عدد نزلاء السجون في نيوزيلندا 10,000 شخص لأول مرة. في مارس 2017، كان هناك 9,333 سجينًا من الذكور و702 سجينة من الإناث مُحتجزين في 18 سجناً في نيوزيلندا. أكثر السجون اكتظاظًا بالسكان في نيوزيلندا هو إصلاحية جبل عدن، الذي يضم 1,032 سجينًا، يليه مباشرةً سجن ريموتاكا مع 1,007 سجناء. يُدار حاليًا أحد سجون نيوزيلندا، وهو إصلاحية أوكلاند الجنوبية، بواسطة شركة «سيركو» البريطانية بموجب شراكة بين القطاعين العام والخاص مع إدارة الإصلاحيات.

### سجن الإناث
تشكل النساء نسبة صغيرة فقط من نزلاء السجون. في عام 1940، كانت هذه النسبة 3%، وفي عام 2014، شكلت النساء 6.4% من عدد المساجين، وفي عام 2017، شكلت النساء 7%. في البداية كانت النساء يُحتَجزن في سجون الرجال نفسها. ولم يتأسس أول سجن نسائي في أدينغتون حتى عام 1913، وذلك بعد الكثير من الاحتجاجات. بحلول عام 2018، أنشأت نيوزيلندا ثلاثة سجون للنساء، وهي: إصلاحية أوكلاند للنساء، وسجن أروهاتا، وإصلاحية كرايستتشيرتش للنساء.

### سجن الذكور
عادةً ما يُحكم الرجال أحكامًا أطول من النساء على الجرائم نفسها، ونتيجة لذلك تزداد تعدادات الذكور من المساجين. بحلول عام 2018، أنشأت نيوزيلندا 15 سجناً للذكور وهذه السجون منتشرة حول الجزيرة الشمالية والجنوبية. غالبًا ما كانت السجينات تُحتجَزن في سجون الذكور بسبب العدد الكبير من نزلاء السجون. منذ أربعينيات القرن العشرين، نمت قدرات السجون الاستيعابية بسرعة. خاصة بين عامي 1995 و2007، بسبب الزيادة السكانية بنسبة 70%. يستمر عدد السكان في النمو بسرعة ووصل إلى أعلى مستوياته في عامي 2015 و2016، وبلغ ذروته في نيوزيلندا في عام 2017.

### سجن الماوري
يحتل شعب الماوري أدوارًا زائدة في جميع مستويات نظام العدالة الجنائية. ولا تختلف إحصائيات السجون عن ذلك. في عام 1840، كان شعب الماوري يمثل 3% من السجناء. في عام 2014، ارتفعت هذه النسبة إلى 50.8%، على الرغم من أن الماوري لا يشكلون سوى 15% من السكان.

## التاريخ
نشأت أول السجون النيوزيلندية في أربعينيات القرن التاسع عشر، وعكست التأثير الإنجليزي وممارساته. بحلول عام 1878 كان يوجد في المستعمرة البريطانية 30 سجناً صغيراً. كانت هذه السجون واهية، وتعاني من نقص التمويل وقلة الموارد. على سبيل المثال، كان سجن نيو بلايموث مؤلفًا من زنزانتَين وفناء صغير في الخارج.
منذ البداية، تعرض نظام السجون لانتقادات شديدة بسبب الظروف اليومية التي يتحملها السجناء -مثل الزنازين الرطبة والمكتظة وساعات العزلة الطويلة. فشلت لجنة تحقيق ملكية في عام 1868 في التسريع بأي تغييرات. في عام 1880 قُدّم نظام سجون موحد تحت إشراف «آرثر هيوم»، أول مفتش عام للسجون. ركز هذا النظام الجديد على الإدارة الاقتصادية والعمل كرادع إصلاحي للجريمة. أصبحت الظروف أصعب على الأشخاص الموجودين في الداخل، بما في ذلك إيقاف حصص الإعاشة ومنع الاتصالات بين السجناء.
في عام 1909 (وبالصدفة عند تقاعد الكابتن هيوم)، سُعي إلى إصلاح السجون. شهد قانون تعديل الجرائم لعام 1910 تعيين مدرسين في السجون، وسمح بدفع أجور صغيرة للسجناء، وبالإفراج عن السجناء تحت المراقبة.
من عام 1949 وحتى 1960، كان «سام بارنيت»، وزير العدل، مسؤولاً عن نظام السجون. تحت إدارة بارنت حدثت إصلاحات واسعة النطاق. وشمل ذلك زيادة حصص الإعاشة، وتحسين موارد التعليم والمكتبات، وتعيين أخصائيين نفسيين في السجون، وتحسين خدمات الترفيه والرفاهية. قُدّم الاحتجاز الدوري أيضًا، ما أتاح القيام بالعمل المجتمعي الخاضع للإشراف.
منذ خمسينيات القرن العشرين ازداد عدد نزلاء السجون (المعروف في نيوزيلندا باسم «حشد السجون») بسرعة، وذلك تماشيًا مع ارتفاع معدل الجريمة.
اعتبارًا من عام 2019، يوفر قانون السجون لعام 2004 الإطار التشريعي لإدارة نظام السجون من قبل إدارة السجون والإصلاحيات. توجد اليوم مجموعة واسعة من الأحكام، بما في ذلك (على سبيل المثال لا الحصر) العمل المجتمعي، والإشراف، والاحتجاز المجتمعي، والاعتقال المنزلي، والسجن.

## الحقوق المثيرة للجدل
تستدعي حقوق السجناء وجهات نظر مختلفة. فيما يلي بعض الحقوق التي تسببت في الجدل في الآونة الأخيرة، ولا سيما حق التصويت، والاحتجاز الوقائي، والسجناء الذين يعانون من مشاكل في الصحة العقلية.

### الحق في التصويت
تمتعت نيوزيلندا منذ فترة طويلة بوضعها كرائدة في العالم عندما يتعلق الأمر بحقوق التصويت. في 19 سبتمبر 1893، أصبحت نيوزيلندا أول بلد يمنح المرأة حق التصويت. يعود ذلك إلى حد كبير إلى الجهود التي بذلتها «كيت شيبارد». اليوم، الحق في التصويت منصوص عليه بشكل صريح في التشريعات المحلية؛ في كل من المادة رقم 12 من قانون الحقوق النيوزيلندي لعام 1990 والمادة رقم 74 من القانون الانتخابي لعام 1993، وفي المعاهدات الدولية التي كانت نيوزيلندا أحد أطرافها، بما في ذلك العهد الدولي الخاص بالحقوق المدنية والسياسية.
على الرغم من ذلك، يُمنع السجناء الذين يقضون حكمًا مدته ثلاث سنوات أو أكثر، أو المحكومون بالسجن مدى الحياة، أو الاحتجاز الوقائي من التسجيل الانتخابي، وبالتالي من الإدلاء بأصواتهم الانتخابية. في الوقت الحاضر، يبلغ عدد هؤلاء 2,550 سجينًا تقريبًا.
بدأ انتزاع الحق في التصويت منذ العصور الرومانية المبكرة عندما كان يُعلن عن الموقوفين أنهم «ماتوا مدنيًا». في القرن الماضي تأرجحت حقوق السجناء في التصويت ذهابًا وإيابًا. في عام 1852 مُنع جميع السجناء من التصويت. في عام 1975، شهدنا تحولًا كاملاً، ومُنح جميع السجناء مرة أخرى الحق في التصويت. في عام 2010 فُرض حظرٌ جزئي. وما زال هذا الوضع قائمًا حتى اليوم.
يجادل المدافعون عن الحظر بأنه يجب على عقوبة السجناء أن تشمل فقدان بعض الحقوق لتعكس خطورة الجريمة. بالإضافة إلى ذلك، يوجد أيضًا عدد من الصعوبات العملية. على سبيل المثال، إذا سُمح للسجناء بالتصويت، فسيؤثر ذلك بشكل غير متناسب على الناخبين. في وقت تشريع الحظر، جادل أيضًا المحامي العام آنذاك «جون ماكغراث كيو سي» بأن الحظر الجزئي يمكن تبريره أكثر من الحظر التام الشامل.